# 10908 Kallestroetzel
10908 Kallestroetzel è un asteroide della fascia principale. Scoperto nel 1997, presenta un'orbita caratterizzata da un semiasse maggiore pari a 3,0458321 UA e da un'eccentricità di 0,1850384, inclinata di 3,56173° rispetto all'eclittica.